# فرد هي
فرد هي (بالإنجليزية: Fred Ho) (و. 1957 – 2014 م) هو ملحن، ومؤلف، وقائد فرقة ‏، وعازف جاز، وكاتب، وعازف ساكسفون أمريكي، ولد في بالو ألتو، كاليفورنيا، يستخدم آلات ساكسفون، توفي في بروكلين، عن عمر يناهز 57 عاماً، بسبب سرطان القولون.

## التعليم
تعلم في جامعة هارفارد.

## جوائز
حصل على جوائز منها:
- زمالة غوغنهايم
- الجوائز الأميركية للكتاب (1996)

## روابط خارجية
- فرد هي على موقع ميوزك برينز (الإنجليزية)
- فرد هي على موقع أول ميوزيك (الإنجليزية)
- فرد هي على موقع ديسكوغز (الإنجليزية)
- فرد هي على موقع ديسكوغز (الإنجليزية)